# Хадријанова вила
Хадријанова вила (итал. Villa Adriana) је археолошки локалитет у Тиволију, градићу недалеко Рима. Вилу је као своју резиденцију саградио цар Хадријан, познат као један од Пет добрих царева, велики владар и војсковођа током чије владавине је Римско царство досегло своје најдаље границе. Вила је грађена од 117. до Хадријанове смрти 138. године нове ере и представља један од најлепших стамбених објеката подигнутих током дуге историје постојања Римског царства. На површини од око 80 хектара подигнуто је више од тридесет појединачних грађевина овог јединственог урбаног комплекса. 
Данас Хадријанова вила има статус заштићеног споменика културе УНЕСКО-ве светске баштине.

## Локација
Тиволи или антички Тибур налази се двадесетак километара југозападно од Рима, окружен питомим брежуљцима и разгранатом мрежом речица, потока и лековитих сумпорних извора. Још од времена Републике околина Тиволија је био место где су богати Римљани подизали своје летњиковце у којима су се одмарали од градске вреве. Сам комплекс виле простире се на 80 хектара, у долини четири километара удаљеној од самог Тиволија, у близини античког пута виа Тибуртина. Била је добро снабдевена водом јер су се, осим реке Анио и околних потока, у близини виле налазила чак четири аквадукта.

## Историја
Цар Хадријан остао је запамћен по томе што је је подстицао градњу многих грађевина, па је тако по његовом наређењу у Енглеској подигнут 120 километара дугачак зид који је чувао римску границу од упада варвара са севера, данас познат као Хадријанов зид. Током његове владавине изграђен је и римски Пантеон, а неки историчари верују да је планове храма довршио сам Хадријан. У центру Рима, као свој маузолеј, саградио је Анђеоску тврђаву (итал. Castel Sant' Angelo или Mausoleo di Adriano).
Кад је, после Трајанове смрти 117. године, Хадријан проглашен царем, одлучио је да своју службену резиденцију саградити управо у Тиволију. земљиште на ком је вила саграђена било је у власништву породице његове супруге Сабине, Трајанове сестричине. Ту се већ налазила мала кућа за одмор, подигнута у 1. веку. п. н. е., саграђена као традиционални римски домус који се састојао од куће са атријумом и перистилом и врта. Неки њени делови уклопљени су у нову царску вилу. Градња виле је, са краћим прекидима, трајала током читаве Хадријанове владавине, а неки мањи делови завршени су и после његове смрти. Постоје подаци да су се делови грађевина којима Хадријан није био задовољан рушили, како би грађевина била у складу с његовим замислима. Као царска резиденција почела је да се користи већ 125. године. У њој је цар приређивао забаве за своје богате поданике: концерте, позоришне представе, богате гозбе и тд.  После Хадријанове смрти вила је била настањена све до периода касне антике када су је опустошили варвари.
После Хадријанове смрти вилу је наследио Антонин Пије, тако да вила остаје у царском власништву, али је нови власник у њој ретко боравио. Већ је у раздобљу Константина била је мета пљачкаша, а навале Германа појачале су њено постепено пропадање.
Мало је сачуваних писаних извора у којима се спомиње Хадријанова вила. У римској књижевности пронађено је свега четири помињања: у делу Historia  Augusta, из 4. века и у њима се описује период од Хадријановог  ступања  на  власт 117. године до 284. односно почетка Диоклецијанове владавине; у биографији Зенобије, краљице Палмирског Царства коју је, пошто ју је војно поразио, цар Аурелијан одвео у Рим, где је живела на имању недалеко од виле); у делу De Caesaribus Аурелија Виктора, у коме је детаљно описан живот у вили у доба Хадријана.

### Историја виле после пада Римског царства
Током средњег века становници Тиволија користили су рушевине као извор грађевинског материјала извор грађевног материјала за изградњу града Тиволија. Интересовање јавности за овај комплекс поново је порасло крајем 15. века, када је је папа Пије II обишао њене рушевине и описао их у делу Коментари.
Током ренесансе и барока Хадријанова вила постаје инспирација за већину архитеката и њена архитектура почиње да се проучава. Из тог периода остало је много цртежа и планова. Истовремено са тим први истраживањима одвијала се и велика пљачка остатака виле. Скулптуре пронађене у вили данас се налазе у музејима и приватним збиркама широм света, а богати мермерни украси остали су сачувани само у траговима.

### Вила данас
Вила је 1873. године постала власништво италијанске државе и тада започињу озбиљна археолошка ископавања и научна истраживања. Од 1999. године Хадријанова вила има статус заштићеног споменика културе УНЕСКО-ве светске баштине. Археолошка истраживања која се перманентно обављају на локалитету виле још увек нису обухватила трећину овог грандиозног комплекса.
За обнову и одржавање локалитета неопходна су изузетно велика средства, која италијанска држава није у могућности да одобри. Због тога комплекс убрзано пропада и уврштен је на УНЕСКО-ву листу 100 најугроженијих споменика културе на свету. Сваке године затвара се по неки део, па и број посетилаца значајно опада.

## Архитектура
Тијеком своје владавине цар Хадријан је много времена проводио на путовањима Царством, на којима се упознао са грчком и египатском културом. Зато поједини делови виле представљају репродукције неких од грађевина које је видео на својим путовањима и које су на њега оставиле снажан утисак. Због тога се претпоставља да је већи број грађевина унутар комплекса саграђен управо према његовим замислима.
По својој концепцији Хадријанова вила се разликује од већине античких палата јер распоред грађевина унутар простора виле не следи строге принципе симетрије, већ је он слободан и замишљен тако да задиви постиоца, стварајући изненађујуће амбијенте и перспективе. Грађевине различитих типова повезане су у јединствену целину и складно уклопљене у пејзаж, а свака појединачно представља ремек-дело римског градитељства.

### Комуникација унутар комплекса
Комплекс је био  и добро чуван, како би се обезбедио царев сигуран боравак. Око виле су били подигнути дугачки заштитни зидови, а у њу се могло ући само ограниченим бројем приступних путева који су биле под непрекидном стражом. Појединачне грађевине биле су међусобно повезане стазама осмишљеним тако да их је било једноставно и лако надгледати. Главни улаз у вилу била је поплочана стаза са окретиштем за кочије. 
Осим надземне мреже стаза и улица којима су се служили становници виле и гости, постојала је и подземна мрежа, намењена слугама. Ова мрежа повезује различите зграде и туда су се слуге и робови неприметно кретали ради. Једна је од најдужих подземних сервисних улица имала је више од четири километра и била је осветљена малим отворима на таваници. Главни тунел је широк три метра и протеже се више од пола километра ка североистоку, а задим скреће ка југу и води до кружног проширења за које се верује да је служило за окретање кола. Пролаз је назван Strafa Carrabile (велики подземни пролаз) и већи је од осталих тунела. Ова подземна мрежа тунела и даље се мапира. Како су неки од тунела блокирани крхотинама и камењем, археолози за истраживање ових делова користе роботе опремљене камерама. На тај начин је откривен још један тунел, широк пет метара, за који стручњаци верују да је коришћен као пут са две траке.

### Грађевине унутар комплекса
Према својој намени појединачне грађевине унутар комплекса могу се поделити у три групе: 
- Резиденцијални објекти, намењени за живот и свакодневне активности цара и његове. Ове зграде представљају основ комплекса и осликавају сву раскош и монументалност Хадријанове виле. То су монументални објекти разиграних форми, са пуно уметничких детаља, повезане главним путевима и шетним стазама.
- Секундарне зграде, намењене особљу вишег ранга какви су свештеници, чувари, војни заповедници. Оне су биле сервисне зграде, самостојеће, једноставне правоугаоне основе, смештене на издвојеном, често и скривеном простору. Приступни путеви и прилази били су отворени, али скривени и одвојени од оних који су водили у резиденцијални део. Постојала је и веза са подземном мрежом путева. Украси и завршна обрада били су богатији у односу на делове за слуге и подразумевали су једноставне фреске и мозаике, али нису били луксузни као у резиденцијалном делу. У ове објекте спадале су су и Велике терме, купалиште намењено становницима секундарног дела виле и робовима, као и Хоспиталија, објекат у коме је живела царева преторијанска гарда.
- Зграде за слуге, робове и војнике најчешће нису биле нии самостојеће, већ је то обично био низ просторија смештених унутар потконструкције других зграда или одбрамбених зидова. Подизале су се на више спратова међусобно повезаних дрвеним степеништем и галеријама. Просторије су биле поплочане опеком или грубим мозаиком, а зидови без украса и грубо окречени. Биле су непосредно повезане с подземном уличном мрежом. У ову групу зграда убраја се објекат назван Стоа Поикиле или Cento Camerelle (сто собица).

Неке од најзначајнијих грађевина на простору виле су: Грчки театар, Палестра, Царски триклинијум, Хоспиталија, Грчка библиотека, Латинска библиотека, Дворана филозофа, Златни трг, Царска палата, Терме, Стоа Поикиле, Дворана дорских пиластара, Врт Стадиум, Зимска палата, Преториј, Каноп, Поморско позориште (Teatro Marittimo) итд. Већина данашњих назива ових грађевина настала је у време ренесансе, када су их први истраживачи, посебно италијански архитекта Пиро Лигорио (Pirro Ligorio, 1512-1583), упоређивали са описима из дела Historia  Augusta, а односе се на Хадријанова путовања у различите провинције Царства. Осим самих грађевина, ту су се још налазиле и терасе, вештачке пећине, базени, фонтане, водопади, рибњаци и језерца, врт са цветњацима и украсним биљкама, а такође и простори са животињама, и птицама, као и забавни парк.

#### Најважнији објекти у комплексу
- Вестибул (Vestibolo) је пространо предворје кроз које су важни посетиоци улазили су у вилу са западне стране. Ово предворје водило је до перистила где су гости чекали цара, а за то време уживали погледу на Каноп. Источно од вестибула налазиле су се Мале и Велике терме. У Малим термама купали су се цар, његова свита и важни гости, док су Велике терме биле намењене мање важним гостима, особљу и слугама. У термама, али и у неким од најважнијих зграда, постојао је систем грејања, а већина зграда имала је и текућу воду.[8]

- Поморско позориште (Teatro Marittimo), jедно од најкарактеристичнијих задања Хадријанове виле, је кружна верзија типичне римске куће  (domus Romana) и садржала је све потребне просторије, укључујући и собе за одмор и спавање, али се већина тих просторија налазила на „острву” окруженом јарком и тремом са стубовима јонског стила. Међутим, уместо правоугаоне основе ова грађевина има концентричну конструкцију, што је била новина у римској архитектури. Интересантан детаљ је да конструкција није имала никакав зидани мост који би повезивао острвце са копном, већ су једине везе били покретни мостови које је само Хадријан могао да активира са острва.[9] Познато је да се Хадријану свиђао круг, који су грчки филозофи сматрали најсавршенијим обликом, па тако он по сличном тлоцрту гради и Пантеон, који је по величини скоро једнак поморском позоришту. Верује се да је овај објекат био прва привремена резиденција цара у вили. Ова грађевина своје име захваљује рељефима који су тамо пронађени. На већини се налазе митолошка бића која се најчешће доводе у везу са водом. Поморско позориште било је Хадријанов интимни простор, резервисан само за њега и одабране. У читавом објекту могу се наћи трагови луксузне завршне обраде мермером.[8]

- Златни трг (Piazza d'oro) овај назив носи од 16. века. Заузима читав простор на самом истоку  комплекса, одакле се пружа поглед на долину. Верује се да је управо ова зона била централно место комплекса.[10]

- Канопио и Серапеум - Канопио или Сценски  канал је најпознатији део комплекса Хадријанове виле. На овој грађевини се најбоље уочава Хадријанова склоност према Египту. Каноп је град на делти Нила недалеко од Александрије, где се налазио Сераписов храм.[а] У Канопу је истоимени канал водио од Нила до светилишта, је тако и Хадријанов базен димензија 119×18 м представљао пут до Сценског триклинијума или Серапеума. Тај простор назива се још и триклинијум (трпезарија у Старом Риму), јер се у њему пре свега обедовало, нарочито лети. Осим тога, у осам ниша те полукружне грађевине  налазиле су се скулптуре које су биле копије чувених грчких, египатских али и римских оригинала, али и оригинални радови које су за њега вајали Аристеја и Папије из Афродизије. Те скулптуре данас се чувају у Капитолским  музејима у Риму. На почетку канала, на супротној страни од храма, налази се полукружна колонада са статуама Марса, Меркура и Минерве. Уз дужу страну канала још увек стоје каријатиде, реплике оних са Ерехтејона на Акропољу. Оне су носиле сеницу која је стварала хладовину око канала.[7]

- Серапеум на крају канала
- Полукружна колонада на почетку канала
- Каријатиде дуж канала

- Рокабруна (Roccabruna - смеђа тврђава) је данашњи назив за храм који се налази у јужном делу комплекса. Грађевина је имала два нивоа, а на видиковцу се налазила царска палата, од које до данас ништа није остало. Верује се да су у Рокабруни боравили свештеници и да је у њој било светилиште Изиде, богиње неба. Како се Изида славила током летњег солстиција (дугодневице), њена је статуа у ниши била је постављена тако да је тог дана, при заласку сунца, била у потпуности осветљена. Ентеријер првог нивоа пројектован је у облику осмоугаоне ротонде на чијој је куполи био осликан небески свод са дванаест знакова зодијака, од којих је симбол близанаца, који означава почетак летње равнодневице, био осликан изнад Изидине статуе. Ова статуа данас се чува у музеју у Риму.[7]

- Стоа Поикиле је вештачка тераса која се пружа дуж комплекса у смеру исток-запад. Названа је тако јер подсећа на истоимени трем у атинској Агори. Тераса је грађена на два нивоа, а висока је око 15 м. Први ниво чине четири спрата соба, којих је било стотинак па се та грађевина назива још и Cento Camerelle (сто собица). Претпоставља се да је била намењена складиштењу или смештају слуга. На другом нивоу налазио се трем са вртом и базеном, где се могло шетати без обзира на временске услове.[10]

- Велике и мале терме (Grandi Terme и Piccole Terme), два термална купатила, налазе се у наставку Канопија. Чињеница да постоје два термална купатила различитих величина говори у прилог томе да су мала била највероватније за жене, а велика за мушкарце. Фригидаријум или хладно купатило је једна од највећих просторија у термама са базенима за купање у хладној води. Ова просторија се користила после посете топлим кадама, (калдаријумима) или после вежби у вежбалишту, али и за друштвени живот, који се у доба Старог Рима одвијао у термама.[9]

- Грчко позориште на северу и позориште Одеон на југу комплекса
- Амфитеатар у источном делу, где су се организовале борбе гладијатора.
- Дворана филозофа или Дворана дорских пиластара, у којој су примани сви они који су код цара долазили како би решили проблеме административне и јавне природе, а која је могла примити неколико стотина људи. И данас се могу видети остаци дорских стубова ове дворане. У задњем делу ове дворане налази се седам ниша за које се претпоставља да су се у њима налазиле статуе седам мудраца (Солона, Талеса, Хилона, Питака, Бијаса, Клеобула и Перијандра).
- Врт Стадиум, као и вртови у другим палатама Старог Рима, био је есенцијални део комплекса. У таквим вртовима су се налазила шеталишта, фонтане, каскаде и базени украшени жбуњем, дрвећем и цветњацима. Неки аутори тврде да су се тамо одржавале и игре. Могуће је да су вртови у доба касне републике добијали облик стадиона, како би се имитирале урбане јавне структуре, али су се брзо претворили у издвојена места за одмор. Врт Стадиум је био импресивни спој растиња, вештачких потока, скулптура и различитих архитектонских елемената, што доказују скулптуре пронађене у том делу комплекса.[10]
- Венерин храм (Tempio di Venere) је кружни храм изграђен у дорском стилу. У средини храма је пронађена статуа Афродите Книдске (Капитолске Венере) чији се оригинал данас чува у музеју у Тиволију, док се на терену налази њена реплика.
- Рибњак (La Peschiera) се налазио у резиденцијалном делу комплекса. Овај велики правоугаони базен био је украшен статуама по ободу, што се може закључити по нишама које су видљиве и данас. Статуа нема и предпоставља се да су украдене у прошлости. Рибњак је био покривен великим портиком (тремом) са коринтским стубовима, од којих је остало само један пар.[9]

- Грчко позориште
- Амфитеатар (макета)
- Рибњак
- Хоспиталија

## Уметничка декорација простора у вили
Цео комплекс Хадријанове виле био је богато декорисан. Сценски канал или Канопио најбоље дочарава уметнички дух Хадријанове виле. Само на том делу комплекса пронађено је 35 скулптура и фрагмената. Неки од њих су скулптура Хадријана и Јулије Домне, прикази богова и богиња (Дионис, Атина, Хермес, Изида), митолошких бића (Силен, Амазонка, Скила) и многе друге. Биле су постављене у сваком делу комплекса, било да се радило о форуму, термама или некој просторији у вили. Оне су биле одраз историје и показатељ успеха и богатства власника. Сматра се да од деветнаест пронађених Хадријанових портрета ни један не датира из периода пре његове владавине, иако га ти портрети приказују као младића. Скулптуре су биле обојене.
Тремови су били осликани или испуњени мозаицима, а зидови обложени мермером, осликани фрескама или  украшени штукатурама. Чувени мозаик с голубовима, пронађен који је 1737. године у згради Академије, састоји се од хиљаду прецизно сложених делића, тек нешто већих од милиметра. Овај мозаик данас се сматра једним од најлепших мозаика свих времена. Други  познати  фрагмент, који се данас чува у једном од берлинских музеја, део је подног мозаика триклинијума у вили, а приказује борбу кентаура са дивљим мачкама - тигром, лавом и леопардом. Неки аутори сматрају да овај мозаик може дати представу о томе како је изгледало грчко сликарство, јер је познато да су Римљани копирали старогрчку уметност. Из писаних извора зна да су Стари Грци сматрали да су њихове слике биле највеће постигнуће њихове уметност.